# Alsø
 For alternative betydninger, se Alsø (Norddjurs).
Alsø er en lille landsby på Røgbølle Søs vestside på Lolland. Den hører til Fuglse Sogn i Lolland Kommune.
|  | Denne artikel om lokaliteten Alsø kan blive bedre, hvis der indsættes et (bedre) billede. Du kan hjælpe ved at afsøge Wikimedia Commons for et passende billede eller lægge et op på Wikimedia Commons med en af de tilladte licenser og indsætte det i artiklen. |

54°42′46″N 11°33′42″Ø / 54.71278°N 11.56167°Ø